# Prince of Persia: The Two Thrones
Prince of Persia: The Two Thrones (Príncipe da Pérsia: Os Dois Tronos em português, também conhecido como Prince of Persia: Kindred Blades durante a sua produção) é um jogo de ação-aventura que foi desenvolvido e publicado pela Ubisoft Montréal para videogames e computadores. Foi lançado em dezembro de 2005 na América do Norte e na região PAL para os consoles PlayStation 2, Xbox e Nintendo GameCube, assim como para PC e celular.[carece de fontes?] Foi mais tarde convertido para PlayStation Portable e Wii sob o título Prince of Persia: Rival Swords, em abril de 2007.[carece de fontes?]
Sendo a sequência direta de Prince of Persia: Warrior Within, The Two Thrones é o último capítulo da trilogia "The Sands of Time". O seu enredo é focado na luta entre o Prince e o Vizier, tendo este sido o antagonista do primeiro jogo da trilogia, Prince of Persia: The Sands of Time. Enquanto o seu antecessor adotou um visual sombrio e gótico, os produtores tentaram resgatar o estilo encontrado no aclamado The Sands of Time para The Two Thrones e criar um meio termo entre os dois, adotando um visual e uma personalidade menos violenta para o protagonista e compondo uma trilha sonora menos "pesada". Na jogabilidade, foi introduzida uma novidade à série: o sistema speed kill, que consiste de usar de stealth para matar inimigos sem ser notado.
Prince of Persia: The Two Thrones foi, em geral, considerado um sucesso pelos críticos, recebendo uma nota média de 85% dos sites agregadores Game Rankings e Metacritic. Também foi considerado um passo a frente para a série, tendo compensado as falhas de Warrior Within para com a trilogia.

## Jogabilidade
Semelhantemente aos dois jogos anteriores da série, The Two Thrones combina dois elementos básicos de jogos de aventura e de ação: exploração e combate, respectivamente, para criar uma síntese única e equilibrada. Ambos os elementos usam a capacidade acrobática e a agilidade de Prince. Ao longo do jogo, o jogador deve controlar o personagem para mover-se de área a área correndo pelas paredes, subindo ou descendo dentre abismos, evitando armadilhas, escalando estruturas e pulando de plataforma em plataforma, além de ter que executar outros tipos de saltos no momento correto, solucionar enigmas e utilizar objetos encontrados para progredir.
Em combate, vários dos mesmos movimentos que são vitais para o jogador em outras situações podem ser colocados em uso para derrotar inimigos. Exemplos incluem a habilidade do personagem de ressaltar numa parede para usar o impulso em um ataque contra os seus inimigos e o uso de sua agilidade para pular sobre um inimigo e golpeá-lo duas vezes nas costas. Em geral, o jogador ataca e se defende usando uma só arma, apesar de outros objetos e fatores, como uma arma secundária e as habilidades de controle do tempo da Dagger of Time ("Adaga do Tempo"), provarem ser necessários para a vitória. A Adaga do Tempo possui quase todos os mesmos poderes de sua primeira participação na série em The Sands of Time e os mesmos poderes do "Medalhão do Tempo", que proporcionava controle temporal a Prince em Warrior Within. Com a Adaga em mãos, Prince é capaz de realizar quatro manipulações temporais por um período de aproximados dez segundos: voltar no tempo, desacelerá-lo, emitir ondas de choque com as "Areias do Tempo" e acelerar imensamente o seu corpo, o que o auxilia durante o combate. Cada uma destas habilidades requer certo número de "Tanques de Areia" da Adaga cheios de Areias do Tempo, que podem ser adquiridas ao quebrar objetos ou derrotar inimigos.
Em The Two Thrones, as habilidades acrobáticas do protagonista foram aperfeiçoadas. Prince é capaz de lançar-se em um ângulo de 45 graus de plataformas para parapeitos estrategicamente colocados verticalmente, deslizar dentre calhas, suspender e balançar-se em barras horizontais, entre outros. Além do sistema de ação nos combates, os produtores também introduziram um sistema de stealth. Enquanto em Warrior Within o uso de stealth era meramente ocasional, este pode frequentemente ser usado no lugar do combate normal em The Two Thrones. Assim, ao invés de simplesmente lutar contra os inimigos, o jogador pode optar em usar o "speed kill" (em português, "assassinato rápido"), um sistema de jogabilidade o qual requere que se aproxime do oponente sem ser notado e que o ataque rapidamente, o que inicia uma sequência de golpes. Este sistema depende do reflexo do jogador, que deve pressionar um botão no exato momento em que a adaga do personagem brilha, resultando em uma punhalada no inimigo. Se o jogador pressionar o botão no momento errado ou ultrapassar o tempo limite de um golpe, o speed kill é cancelado e trocado pelo modo normal de combate. Tal sistema é útil quando se há um Portal de Areia e o jogador é capaz de matar o comandante do Portal silenciosamente, consequentemente neutralizando qualquer chance do mesmo chamar reforços. A duração do tempo limite de um golpe no speed kill e a quantidade de punhaladas necessárias para derrotar o oponente dependem do nível do mesmo. O mesmo sistema foi implementado em várias das batalhas contra chefes.[carece de fontes?]
Em certo momento do jogo, Prince desenvolve uma segunda personalidade, conhecida por Dark Prince (em português, "Príncipe Negro"; "Príncipe das Trevas"). Algumas vezes, Prince se transforma fisicamente em Dark Prince; tais transformações são determinadas pela história e, portanto, não são controladas pelo jogador. Durante isto, contudo, Prince ainda retém domínio sobre o seu corpo, e o jogador ainda possui controle sobre o personagem. Assim, durante boa parte do enredo, Dark Prince é uma simples voz interior. Ao controlar este segundo protagonista, é perdida a capacidade de se empunhar uma arma secundária; ao invés disto, o personagem usa a "dagger tail", um chicote laminado fundido ao seu braço. Como resultado, é disponibilizado uma gama de novos movimentos de combate de alcance médio com o chicote (como puxar um inimigo para perto e atacá-lo) e novas interações com o ambiente se tornam possíveis (como lançar e amarrar o chicote em uma barra para percorrer maiores distâncias). Dark Prince constantemente perde pontos de vida como resultado da sua semi-transformação, semelhantemente à transformação de Prince chamada "Sand Wraith" ("Espectro de Areia"), em Warrior Within, mas com uma eventual morte. Só é possível regenerar a vida ao coletar Areia do Tempo, seja esta coletada de um inimigo derrotado ou quebrando objetos. Além disto, a sequência de golpes precisos do speed kill normal é trocada por rápidos pressionamentos do mesmo botão, acarretando no eventual estrangulamento e/ou decapitação das vítimas. A transformação é desfeita quando o personagem entra em contato com a água.[carece de fontes?]
Em comparação ao título anterior da série, The Two Thrones possui uma curta duração, com jogadores de habilidade mediana — jogadores novatos à trilogia — sendo capazes de completar o jogo em cerca de oito horas. Além disto, The Two Thrones possui uma jogabilidade mais complexa e um tom menos violento que Warrior Within, por exemplo, e um estilo mais cinemático que The Sands of Time devido às cenas de speed kill, à diversidade da jogabilidade e ao uso extensivo da câmera lenta, que esteve presente em seus antecessores somente ocasionalmente.

## Enredo

### Época
Prince of Persia: The Two Thrones se passa logo após o fim dos eventos de Warrior Within, onde Prince consegue matar Dahaka, assim salvando Kaileena, a Imperatriz do Tempo. O jogo começa com Prince e Kaileena prestes a desembarcar no porto da Babilônia. Kaileena tem o papel de narradora da história do jogo, enquanto ocasionalmente também fala de eventos passados, em semelhança com o papel simultâneo do Prince como protagonista e narrador em The Sands of Time.

### Personagens
O protagonista de The Two Thrones é Prince, o príncipe da Pérsia. Ele é inicialmente acompanhado por Kaileena, uma mulher conhecida como a "Imperatriz do Tempo" que se aliou a Prince após este tê-la salvado do Dahaka durante os eventos de Warrior Within. Em certo momento do jogo, Prince se encontra com Farah, a princesa da Índia e ex-amante do protagonista durante The Sands of Time. Ela eventualmente une forças com o Prince e o auxilia em sua aventura usando o seu arco-e-flecha.[carece de fontes?]
O antagonista principal do jogo é Vizier, o mesmo antagonista do primeiro capítulo da trilogia. Logo no início do jogo, ele se torna o imortal Zurvan, conhecido como o "Deus do Tempo". Durante este mesmo evento, o Prince adquire uma segunda personalidade conhecida como Dark Prince, uma criatura maléfica de aparência sombria que tenta convencer o protagonista que ambos são o mesmos,mas este é somente a manifestação das Areias do Tempo que tentam controlar o Prince.

### História
Após os eventos do jogo anterior, Prince e Kaileena retornam à Babilônia. Quando o barco de Prince vai se aproximando do porto da cidade, ele remove o medalhão de sua armadura e o joga no mar. Ao chegar à Babilônia, ele fica horrorizado ao encontrá-la em chamas e devastada pela guerra. O seu barco é atacado e ele e Kaileena são jogados no mar, com Kaileena sendo capturada depois do naufrágio. Após percorrer a cidade atrás de Kaileena, Prince descobre que, como resultado de seus esforços na Island of Time para prevenir que as Sands of Time (em português, "Areias do Tempo") fossem criadas, os eventos de The Sands of Time nunca chegaram a acontecer e, assim, Vizier nunca foi assassinado.Vizier mostra que possui a Dagger of Time (em português, "Adaga do Tempo") e também o bastão mágico.Ele estava à procura das Sands of Time e capturou a Imperatriz do Tempo para adquiri-las. Quando Prince é visto, ele é interceptado por dois subordinados de Vizier, sendo imobilizado por um chicote laminado que é então enrolado em volta de seu braço, perfurando-o. Vizier então mata Kaileena e liberta as Sands of Time, que colidem em todos que estão por perto. Logo em seguida, ele apunhala a si mesmo com a Dagger of Time, tornando-se um ser imortal: Zurvan, o Deus do Tempo. As Sands of Time também alcançam Prince, infectando a sua ferida aberta e fundindo o chicote com o seu braço. Então, ele consegue se libertar e escapar, adquirindo a Dagger of Time no processo.
Durante o seu caminho pela cidade para novamente matar Zurvan, Prince percebe que as Sands of Time afetaram a sua mente. Ele é então dividido basicamente em duas personalidades: uma dominante que procura fazer o bem, apesar de ser movida por vingança, e a do Dark Prince, manifestada por uma voz interior que fala com ele. Dark Prince é um ser arrogante e cruel que tenta arduamente convencer o Prince que eles são a mesma pessoa, discutindo constantemente com Prince fazê-lo se importar só consigo mesmo, usando o desejo de vingança dele como um catalisador para tal. Eventualmente, Prince encontra Farah, que não se lembra dele devido às suas ações na Island of Time, mas eventualmente concorda em cooperar com ele. Enquanto procura por Zurvan, Prince vai descobrindo cada vez mais sobre a natureza de Dark Prince que, de fato, não faz parte de si mesmo, sendo somente a manifestação das Sands of Time que tentam dominar o seu corpo e mente. Eventualmente, ele começa a ignorá-lo, sendo inspirado por Farah para agir pela compaixão pelo seu povo que está sofrendo, ao invés de ser movido pela vingança contra Zurvan.
Quando Prince finalmente encontra Zurvan, este captura Farah e joga Prince em um abismo que leva a túneis, onde Dark Prince tenta tomar controle dele mais agressivamente. Mais tarde, ele encontra o cadáver de seu pai, com quem ele queria reconciliar-se, e é forçado a enfrentar as consequências dos seus maus atos. Ao aceitá-las, Prince consegue silenciar Dark Prince, aparentemente para sempre. Então, ele consegue escapar do local e mais uma vez enfrenta Zurvan, conseguindo matá-lo com a Dagger of Time enfiada em seu coração. Após a batalha, Kaileena aparece e recolhe toda a areia espalhada pela região, curando Prince de todas as suas feridas e de sua infecção no braço, se despedindo logo após com a Dagger of Time em mãos. Em seguida, quando Prince se inclina para pegar a coroa de seu pai, ele é confrontado por Dark Prince, que o joga em sua própria mente, onde ambos começam a lutar pelo controle. Após perseguir o seu rival em sua própria mente, eventualmente Farah lhe aparece, dizendo que o melhor a se fazer é ignorá-lo. Assim, Prince percebe que lutar contra Dark Prince só aumentava a sua raiva, o que o alimentava, então decide simplesmente deixá-lo para trás. Este, por si, é permanentemente silenciado, esfomeado de raiva e agressão. Ao fim do jogo, Prince acorda ao lado de Farah.

## Desenvolvimento

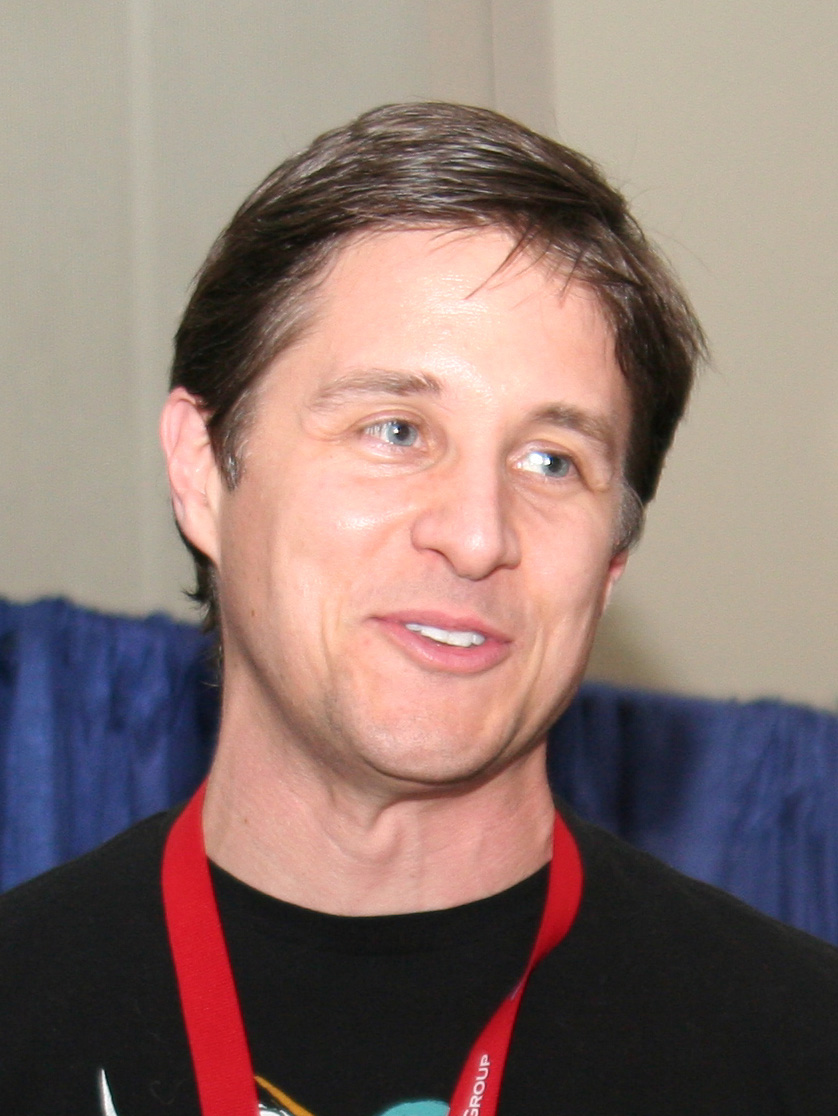
Yuri Lowenthal dublou Prince pela segunda vez.

Os produtores de The Two Thrones afirmaram que eles tinham como objetivo elaborar o jogo com um estilo que fosse um meio termo dos dois títulos anteriores da série Prince of Persia. O primeiro jogo, The Sands of Time, era relativamente leve em termos visuais e sonoros, enquanto o segundo, Warrior Within, era significantemente mais sombrio e severo.
Devido à introdução do speed kill, a IA teve que ser reformulada, visando maior interação entre o jogador e os inimigos ao aumentar a percepção destes últimos, assim tornando-os capazes de detectar o personagem ao simplesmente vê-lo ou ouvi-lo. Os produtores também investiram nas animações gráficas, criando novos padrões visuais com "o toque de Prince of Persia".
Stuart Chatwood e Inon Zur, os compositores de Warrior Within, voltaram à equipe de produção da série para compor a trilha sonora de The Two Thrones, que foi vista como influenciada pela música persa e pela trilha sonora de The Sands of Time. Yuri Lowenthal foi o dublador de Prince novamente, tendo-o feito primeiramente no primeiro jogo da trilogia, enquanto que Dark Prince foi dublado por Rick Miller. Kaileena e Farah foram dubladas por Sarah Carlsen e Helen King, respectivamente, enquanto o antagonista do jogo, Vizier/Zurvan, foi dublado por Harry Standjofski.

## Histórico de lançamentos

### Prince of Persia: Rival Swords
Prince of Persia: Rival Swords é uma conversão de The Two Thrones para o console Nintendo Wii e para o portátil PlayStation Portable, que foi lançado em abril de 2007.[carece de fontes?] Rival Swords possui o mesmo enredo e trilha sonora de The Two Thrones, mas sofreu algumas alterações na jogabilidade para se encaixar com as plataformas e adquiriu alguns defeitos recorrentes no áudio, os quais interrompiam a reprodução da música. Além disso, foram colocadas novas sequências onde o personagem anda de biga e um modo multiplayer, onde dois jogadores competem entre si atravessando uma série de dois a cinco mapas, que contêm três rotas de dificuldade e complexidade distintas.
A sua jogabilidade conseguiu tirar proveito do sistema de controles de ambos os consoles, principalmente no modo de speed kill do jogo. No caso do Wii, por exemplo, o jogador deve imitar o gesto de Prince na apunhalada com o Wiimote, e quando jogando como Dark Prince, deve agitar o Nunchuk para decapitar o inimigo. Um dos objetivos de The Two Thrones é encontrar os "Portais de Areia" e perfurá-los com a adaga para adquirir alguma nova habilidade, por exemplo. Em Rival Swords, isto foi expandido, resultando no jogador sendo requerido que entre no Portal e percorra uma pequena fase de plataforma para adquirir o conteúdo de um portal.
Prince of Persia: Rival Swords conseguiu uma nota 7 de 10 da IGN, que o considerou um bom jogo para o PSP, apesar da "baixa taxa de frames". A GameSpot, por outro lado, dando 8,1 de 10 a Rival Swords, afirmou que o conteúdo extra na jogabilidade "compensou os erros [da conversão do jogo]". A 1UP, classificando Rival Swords com a nota B+, afirmou que, no caso da versão para Wii, o seu preço alto (de US$49,99) não compensou as mudanças na jogabilidade, que a fez ser imprecisa. Contudo, elogiou a funcionalidade do D-pad com a câmera e a jogabilidade do jogo nas fases de plataforma, concluindo que ele se tornou um "jogo sólido".

### Celular
Em 2 de dezembro de 2005, The Two Thrones foi convertido para celular pela empresa Gameloft,[carece de fontes?] que já tinha feito o mesmo com os dois títulos anteriores da trilogia. O jogo teve os seus gráficos simplificados do 3D ao 2D, ao mesmo tempo em que adquiriu uma jogabilidade considerada estável. Ele traz o mesmo enredo da versão original resumida em sete estágios, acompanhado de dois modos de dificuldade e um modo de "sobrevivência", que, segundo críticas, incentivam o jogador a completá-lo mais de uma vez, compensando a sua curta duração.
Em geral, ele foi recebido razoavelmente pela crítica. A GameSpot deu ao jogo uma nota de 7,3 de 10, afirmando que, apesar dos jogos para celular geralmente não serem longos, esta curta duração de The Two Thrones foi o que mais o impediu de ser "um jogo melhor". O modo de como foi contada a história e os seus sons também foram criticados, este último sendo compostos em boa parte por "bleeps e bloops que não se encaixaram bem". A IGN, que deu uma nota de 8 de 10, elogiou o trabalho da Gameloft quanto à conversão, afirmando que ela conseguiu "introduzir [bem] os novos elementos encontrados na versão para consoles [do jogo] nesta esta edição para celular". Entretanto, o site criticou a jogabilidade, sobre a qual o jogador não possui muito controle. Geralmente, a jogabilidade de conversões para celular é uma versão simplificada da jogabilidade do jogo original para console e, no caso, foi considerado que ela foi simplificada "até demais", ao ponto do jogador ser "um [mero] espectador durante bons momentos". Segundo o site mediador de notas Game Rankings, ele foi apreciado por 82% dos numerosos sites listados pelo mediador e foi classificado como o terceiro melhor jogo já lançado para celular do ano de 2005.

## Recepção da crítica
Em geral, The Two Thrones recebeu mais elogios do que críticas. Na GameSpot, o jogo recebeu a maior nota por parte dos usuários do site em comparação aos outros jogos da série, sendo ela 9,1 de 10. A apresentação artística, os diálogos e os controles do personagem foram citados em geral como aspectos positivos do jogo, ao mesmo tempo que os controles de combate foram considerados "ainda estranhos" e a "história confusa para jogadores novatos". Por outro lado, a sua história e como ela foi contada foi elogiada pela Game Informer, ao mesmo tempo em que a 1UP enalteceu a tentativa dos produtores de tentar recriar "a química" entre o Prince e a princesa Farah durante The Sands of Time.
O speed kill foi apreciado pelos críticos, sendo comparado aos minigames de combate da série God of War. A ideia de ter que "escalar, pular, correr pelas paredes e saltar para chegar a um ponto vantajoso de onde [o jogador] poderia eliminar inimigos desatentos" chegou a ser apreciada como uma atração da jogabilidade. A GamePro falou bem do jogo por ele ter sido o primeiro a integrar bem as habilidades acrobáticas de Prince nas batalhas contra chefes, assim elogiando-o como possivelmente o melhor jogo da série. A Computer and Video Games apreciou a possibilidade de poder escolher entre enfrentar os inimigos com stealth ou ação, afirmando que "[isso] deixou a jogabilidade mais profunda", elogiando também a dublagem dos personagens, apesar do "Prince ainda [ter voz de] americano". A introdução das sequências em que Prince anda de biga foi bastante comentada, sendo considerada "excitante" e "uma boa maneira de levar a ação para outros locais rapidamente".
The Two Thrones recebeu várias melhorias em comparação aos seus antecessores, mas, por outro lado, também adquiriu os seus próprios defeitos. A IGN criticou a jogabilidade do Dark Prince, comparando-o com o modo Sand Wraith de Warrior Within e afirmando que "ele aparenta ser mais fraco que Prince " pois "os seus ataques são imprecisos". A IGN concluiu esta afirmação dizendo que "o Dark Prince é um resumo de todas as falhas de Warrior Within" e que "felizmente [ele] só aparece de vez em quando". A Game Informer pensou o mesmo do segundo protagonista, afirmando que "o fluxo do jogo era interrompido pelo Dark Prince".

## Citações
1. 1 2  Dark Prince: Se eu sou egoísta, Prince, é porque você é. Se eu sou rude, descuidado e imoral, é porque você é! Eu não surgi do nada; eu não fui conjurado por um louco vizir. Eu sou você! // Prince of Persia: The Two Thrones (PS2); Ubisoft, 02/12/05
2. 1 2  Prince: Por quê, então, isto está acontecendo comigo? / Dark Prince: Você foi infectado pelas Areias, como tenho certeza que você já sabe. Talvez tenha sido a Adaga, talvez tenha sido todo esse tempo que você passou junto das Areias, ou ... junto da Imperatriz ... De qualquer maneira, você está resistindo à transformação ... em boa parte. // Prince of Persia: The Two Thrones (PS2); Ubisoft, 02/12/05
3. 1 2  Prince: Farah! / Farah: Como você sabe o meu nome? / Prince: Sim ... eu ... / Dark Prince: Estou esperando por sua resposta avidamente. / Prince: Eu ouvi histórias, surpreendentes histórias, de uma linda ... e brava, princesa da Índia. Aquela que ... viajou para a Babilônia, querendo punir ... um maléfico vizir, que lhe causou grande angústia. / Farah: Como que você conseguiu sobreviver por tanto tempo aqui? Boa sorte, estranho. / Prince: Ela me chamou de estranho!... Ela não se lembra de nada do nosso passado juntos!... / Dark Prince: Porque ele nunca aconteceu! Sabe, sem as Sands of Time, sem Azad. // Prince of Persia: The Two Thrones (PS2); Ubisoft, 02/12/05
4. 1 2  Vizier: Há vários anos viajei com o Marajá da Índia para a Ilha do Tempo, querendo desvendar os seus segredos. O que eu encontrei foi um lugar arruinado; seus corredores desertos, e guardiões virados areia. Contos estranhos adornados em suas paredes falavam de uma Imperatriz. Uma Imperatriz do Tempo! Mas, desta enigmática criatura não havia pista. Contudo, nós retornamos à Índia com tesouros: um bastão, uma adaga, uma ampulheta vazia coberta de jóias e livros! Quantos segredos eles continham, e eu, na época, era um homem mais velho e sabia que o meu tempo chegaria em breve a um fim. Os livros me mostraram que a vida eterna não estava longe do meu alcance, mas era necessária a essência da própria Imperatriz: o poder da Areia. Mas, você tinha ido embora. Eu dei atenção a outras coisas ... outras buscas, e deixei esse sonho para trás. Mas então, há quatro semanas, a adaga agitou-se! E me mostrou coisas; suspirando em meu sono. Ela me trouxe até aqui, à Babilônia. Infelizmente, o Marajá não compartilhava das minhas ambições, e não me deixou ir. Então eu o matei e reivindiquei o seu reino, o seu exército para mim mesmo. Nada iria ficar entre mim e os meus desejos! // Prince of Persia: The Two Thrones (PS2); Ubisoft, 02/12/05
5. ↑  (é escutado um grito de socorro de uma mulher) / Farah: Você ouviu isso? / Dark Prince: Se você sabe o que é bom para você, diga não. / Prince: Farah, nós devemos seguir em frente. Tenho certeza de que ela ficará bem. / Farah: Você está louco?! Ela estava implorando pela vida dela! Ela disse que também tinham outros lá! / Prince: Não! Nós não podemos nos permitir outro atraso! / Dark Prince: Boa, coloque-a no lugar dela! / Farah: Estes são o seu povo! Você é o príncipe deles! E mesmo assim você os deixaria sofrendo? / Prince: Aquele homem tirou tudo de mim! E agora que eu tenho a oportunidade de puní-lo ... você quer me atrasar? Você se esqueceu do que ele te fez? / Farah: Mas eu- / Prince: Você foi dominada por uma consciência culposa, Farah. Ele te fez assistir o sofrimento do seu povo, incapaz de ajudá-los. Você não pode se culpar. Não deixe isso perturbar a sua mente. / Farah: Não sou eu quem está sofrendo com uma mente perturbada. Você escolhe não ajudá-los, mas você não pode me impedir! // Prince of Persia: The Two Thrones (PS2); Ubisoft, 02/12/05
6. ↑  (após Prince encontrar o cadáver de seu pai) / Dark Prince: Ah, qual é! Você realmente esperava encontrá-lo vivo? Mesmo depois de tudo pelo que você passou, você ainda tinha esperança? / Prince: Oh, pai, o que fiz? / Dark Prince: O quê, agora? Vai juntar areia o suficiente, executar outra grande volta ao tempo? Ou talvez você poderia retornar à Ilha e viajar de volta no tempo a um momento que ele ainda esteja vivo. Talvez até resgatando uma donzela em apuros pelo caminho! / Prince: Não! Você está certo. Eu venho agido como uma criança, ingênuo e arrogante, sempre me apressando para desfazer os meus erros, nunca enfrentando as consequências das minhas ações. Não mais. Eu aceito o que eu fiz, e todas as consequências. / (Prince desfaz a transformação de Dark Prince) / Dark Prince: O que é isso?! Você não tem água! Como você-? / Prince: Você não tem poder algum sobre mim agora! Vá embora! Volte a qualquer que seja o buraco que te trouxe, e não me traga mais problemas. / Dark Prince: Se fosse tão fácil assim, Prince. Oh, mas você vai ver o que é um real problema brevemente. // Prince of Persia: The Two Thrones (PS2); Ubisoft, 02/12/05
7. ↑  Kaileena: Este mundo não foi feito para mim. Mas existem outros, e eu irei encontrar o meu lugar, exatamente como você encontrou o seu. / (ela remove a infecção do braço de Prince e recebe a adaga dele) / Kaileena: Seja livre agora, Prince. A sua jornada chegou a um fim. // Prince of Persia: The Two Thrones (PS2); Ubisoft, 02/12/05
8. ↑  Dark Prince: Tudo que é seu, é por direito meu. E meu ... será! // Prince of Persia: The Two Thrones (PS2); Ubisoft, 02/12/05
9. ↑  Farah: Prince! Deixe este lugar. Ele exala tristeza e intenções cruéis! Você deve não perseguir esta sombra! Dê as costas! Acorde! Eu lhe guiarei. // Prince of Persia: The Two Thrones (PS2); Ubisoft, 02/12/05
10. ↑  Prince: Eu acho ... eu acho que finalmente acabou. / Farah: Prince? Ainda tem algo que não entendi. Como que você realmente sabia o meu nome? / Prince: A maioria das pessoas pensam que o tempo é um rio, que corre velozmente em uma única e certa direção. Mas eu já vi a face do tempo, e posso lhe dizer ... essas pessoas estão erradas. O tempo ... é um oceano sob uma tempestade. Você deve imaginar quem eu realmente sou, e o porquê que falo isso. Venha ... e eu irei lhe contar uma história como uma que você nunca escutou ... // Prince of Persia: The Two Thrones (PS2); Ubisoft, 02/12/05